# Тел Авив (округ)
Округ Тел Авив (хебр. מחוז תל אביב и арап. منطقة تل أبيب) је један од шест округа у Израелу. Налази се на источном делу државе на обали Средоземља и захвата површину од 176 км². У њему живи приближно 1.220.000 становника. Највећи и главни град је Тел Авив.